# شلی سندی
شلی سندی (انگلیسی: Shelley Sandie؛ زادهٔ ۲۲ ژانویهٔ ۱۹۶۹) ورزشکار بسکتبال اهل استرالیا است.
وی در مسابقات کشوری و بین‌المللی در مجموع برندهٔ ۱ مدال نقره، ۱ مدال برنز شده‌است.